# Darb Zubajda

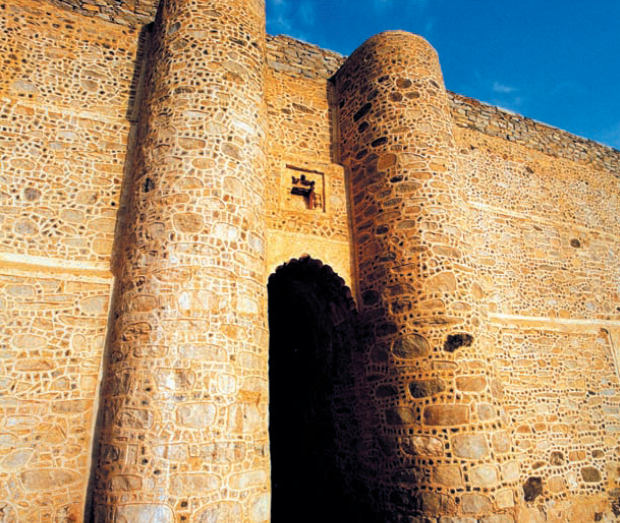
Ajn Zubajda – fragment infrastruktury wodnej wzniesionej przez Zubajdę dla pielgrzymów

Darb Zubajda (tłum. szlak Zubajdy) – szlak pielgrzymkowy z Iraku do świętych miejsc islamu na Półwyspie Arabskim nazwany imieniem Zubajdy bint Dżafar (zm. 831) znanej z działalności na rzecz pielgrzymów żony kalifa z dynastii Abbasydów Haruna ar-Raszida (763–809).
W 2015 roku szlak Darb Zubajda został wpisany na saudyjską listę informacyjną UNESCO – listę obiektów, które Arabia Saudyjska zamierza rozpatrzyć do zgłoszenia do wpisu na listę światowego dziedzictwa UNESCO.

## Nazwa
Szlak nazwany jest imieniem Zubajdy bint Dżafar (zm. 832) wnuczki kalifa Al-Mansura (ok. 712–775) i żony kalifa z dynastii Abbasydów Haruna ar-Raszida (763–809). Zubajda znana była z działalności na rzecz pielgrzymów. Ufundowała infrastrukturę dla zapewnienia wody pitnej w Mekce i wzdłuż szlaku. Zbudowała studnie, zbiorniki na wodę i domy pielgrzyma przynajmniej w 10 stacjach, trzy stacje zostały nazwane jej imieniem. Sama odbyła hadżdż pięć lub sześć razy, a jej mąż sześć lub dziewięć.

## Szlak
Szlak biegnie z Iraku do świętych miejsc islamu na Półwyspie Arabskim, a jego najważniejszy odcinek znajduje się między Al-Kufą a Mekką i wynosi ok. 1400 km.

## Historia
Szlak pielgrzymkowy Darb Zubajda wykorzystywał szlak handlowy istniejący w okresie przedislamskim. Szlak przeżywał lata świetności w okresie Islamskiego Kalifatu Abbasydów (750–1258). Jego budowa rozpoczęła się za panowania pierwszego kalifa Bagdadu z dynastii Abbasydów Abbasa (ok. 565–653) a prace zintensyfikowano za Al-Mansura (ok. 712–775) i Al-Mahdiego (zm. 785). Szlak został oznakowany, a przy trasie wybudowano stacje ze studniami i domami dla podróżnych. Infrastrukturę dla zapewnienia wody pitnej ufundowała ze środków własnych Zubajda bint Dżafar (zm. 832). W sumie wzniesiono 27 stacji i kolejnych 27 podstacji.
W X w. podróżowanie szlakiem stało się niebezpieczne z uwagi na działalność Karmatów w celu obalenia kalifatu abbasydzkiego. Wskutek osłabienia kalifatu ostatnia zorganizowana przez kalifa pielgrzymka szlakiem odbyła się w 1243 roku. Po zajęciu Bagdadu w 1285 roku przez imperium mongolskie ruch na szlaku zanikł.
W 1935 roku szlak został zmodernizowany i przystosowany do ruchu samochodowego dzięki wspólnym wysiłkom Iraku i Arabii Saudyjskiej.
W 2015 roku szlak Darb Zubajda został wpisany na saudyjską listę informacyjną UNESCO – listę obiektów, które Arabia Saudyjska zamierza rozpatrzyć do zgłoszenia do wpisu na listę światowego dziedzictwa UNESCO.